# Svedens gård

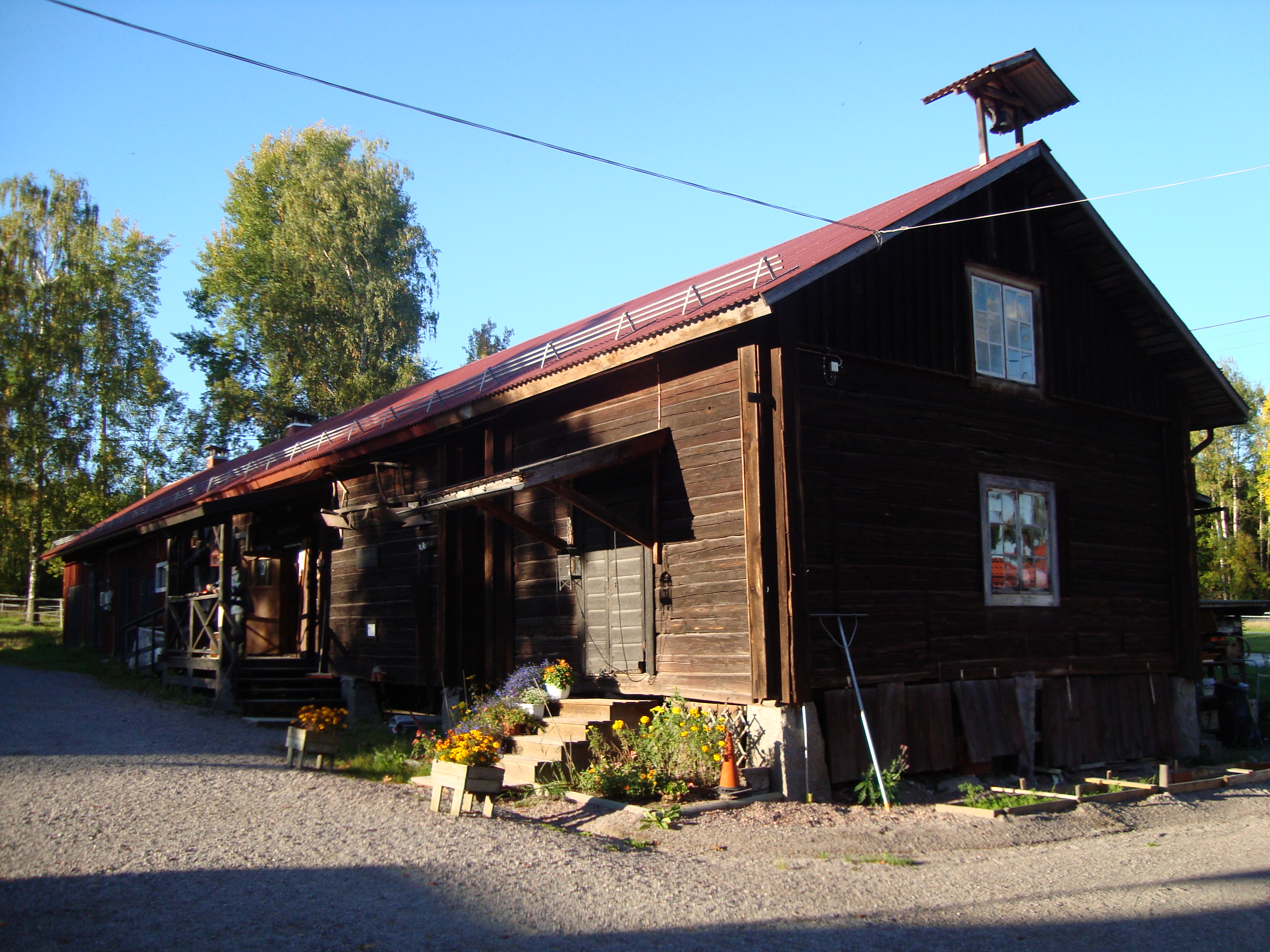
Del av Svedens gård

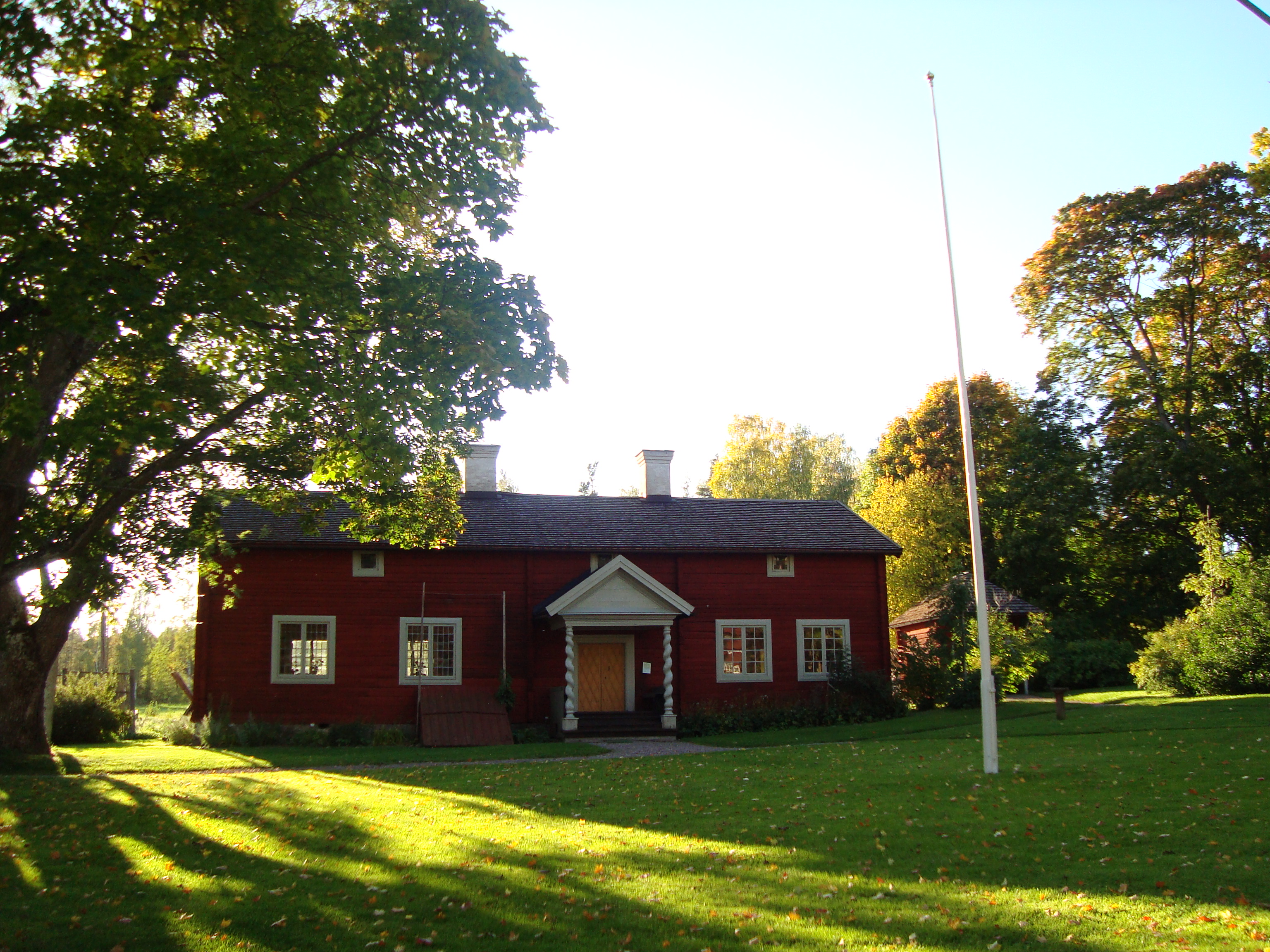
Linnés bröllopsstuga

Svedens gård i Stora Kopparbergs socken är en herrgård utanför Falun i Dalarna.
Gården nämns för första gången 1542 och blir även bergsmansgård i slutet av 1500-talet. Hyttan som tillhörde gården låg vid Korsnäs. År 1653 föddes här Jesper Svedberg, prästman och psalmdiktare och far till Emanuel Swedenborg.

## Linnés bröllopsstuga
På Svedens gård ligger Linnés bröllopsstuga. Här gifte sig Carl von Linné en junidag 1739 med Sara Elisabeth Moræa. Gården ägdes då av Linnés svärfar, Johan Moraeus. Stugan har gobelängliknande målningar på bröllopssalens väggar, samt en bild av högreståndsmiljön i bergsmansgårdarna runt Falu gruva under tidigt 1700-tal. Bröllopsstugan  byggnadsminnesförklarades år 1968.
Gården ingår i Världsarvet Falun.

## Ägare
- Daniel Israelsson Stierna
- Johan Moraeus